# Strani kvark
Strani kvark (engl. strange kvark) ili s kvark (od njegovog simbola, s) treći je najlakši od svih kvarkova, tipa elementarni čestica. Strani kvarkovi se nalaze u subatomskim česticama zvanim hadroni. Primer hadrona koji sadrže strane kvarkove su kaoni (K), strani D mezoni (D), sigma barioni (Σ) i druge strane čestice.
Prema IUPAP-u, simbol s je službeni naziv, dok naziv strani kvark treba smatrati samo za mnemonik. Naziv postranično (engl. sideways) je takođe korišten, jer s kvark ima 3 vrednost od 0, dok u (gornji) i d (donji) kvarkovi imaju vrednosti od +1/2 i −1/2 respektivno.
Zajedno sa čarobnim kvarkom, on je deo druge generacije materije i ima električni naboj od −1/3 e i golu masu od 95+9
−3 MeV/c2. Kao i svi kvarkovi, i strani kvark je elementarni fermion sa spinom 1/2, i doživljava sve četiri fundamentalne interakcije: gravitaciju, elektromagnetizam, slabe interakcije i jake interakcije. Antičestica stranog kvarka je strani antikvark (koji se ponekad naziva antistranim kvarkom ili jednostavno antistrange), koja se od njega razlikuje samo po tome što neka od njenih svojstava imaju jednaku veličinu ali suprotan znak.
Prva strana čestica (čestica koja sadrži strani kvark) otkrivena je 1947. godine (kaons), ali postojanje samog stranog kvarka (kao i  gornjeg i donjeg kvarka) su tek 1964. godine postulirali Mari Gel-Man i Džordž Cvejg da bi objasniti klasifikacionu shemu osmostrukog puta hadrona. Prvi dokazi o postojanju kvarkova prikupljeni su 1968. godine u eksperimentima dubokog neelastičnog raspršivanja u Stanfordskom linearnom akceleratorskom centru. Ovi eksperimenti potvrdili su postojanje gornjih i donjih kvarkova, i po analogiji stranih kvarkova, jer su oni neophodni za objašnjavanje osmostrukog puta.

## Istorija
Na početku perioda istraživanja fizike elementarnih čestica (u prvoj polovini 20. veka), hadroni, poput protona, neutrona i piona, smatrani su elementarnim česticama. Međutim, otkriveni su novi hadroni, i kolekcija elementarnih čestica je narasla od nekoliko čestica u ranim 1930-im i 40-im do nekoliko desetina tokom 1950-ih. Neke čestice su mnogo duže živele od drugih; većina čestica je propadala usled jake interakcije i imala je životni vek oko 10−23 sekunde. Kada su se raspadale usled slabih interakcija, imale su životni vek oko 10−10 sekundi. Tokom proučavanja ovih raspada, Mari Gel-Man (1953. godine) i Kazuhiko Nišijima (1955. godine) razvili su koncept stranosti (koji je Nišijima nazvao eta-naboj, po eta mezonu (η)) da bi objasnili 'stranost' dugovečnih čestica. Gel-Man-Nišijimina formula je ishod tih napora da se razumeju strani raspadi.
Uprkos njihovih napora, odnosi između čestica i fizička suština u osnovi osobine stranosti ostali su nejasni. Godine 1961, Gel-Man i Juval Neeman su nezavisno predložili shemu klasiranja hadrona koja se naziva Osmorostruki put, poznata i kao SU(3) simetrija ukusa. Ovim su hadroni uređeni u izospinske multiplete. Fizička osnova koja stoji iza izospina i stranosti objašnjena je tek 1964. godine, kada su Gel-Man i Džordž Cvejg nezavisno predložili model kvarkova, koji se u to vreme sastojao samo od gornjih, donjih i stranih kvarkova. Gornji i donji kvarkovi bili su nosioci izospina, dok je strani kvark nosio stranost. Iako je model kvarkova objašnjavao osmostruki put, direktni dokazi o postojanju kvarkova nisu pronađeni do 1968. godine u Stanfordnom linearnom akceleratorskom centru. Eksperimenti dubokog neelastičnog raspršivanja pokazali su da su protoni imali podstrukturu, i da su sačinjeni od tri fundamentalne čestice, čime je potvrđen model kvarkova.
Isprva su ljudi nerado identifikoval tri tela kao kvarkove, već su preferirali partonski opis Ričarda Fejmana, ali je vremenom teorija kvarkova postala prihvaćena (pogledajte Novembarsku revoluciju).

## Literatura
- A. Pickering (1984). Constructing Quarks. University of Chicago Press. стр. 114—125. ISBN 978-0-226-66799-7.
- L. Lederman (1978). „The Upsilon Particle”. Scientific American. 239 (4): 72—81. Bibcode:1978SciAm.239d..72L. doi:10.1038/scientificamerican1078-72.
- R. Nave. „Quarks”. HyperPhysics. Georgia State University, Department of Physics and Astronomy. Приступљено 29. 6. 2008.
- J. Yoh (1997). „The Discovery of the b Quark at Fermilab in 1977: The Experiment Coordinator's Story” (PDF). Proceedings of Twenty Beautiful Years of Bottom Physics. AIP Conference Proceedings. 424: 29—42. Bibcode:1998AIPC..424...29Y. doi:10.1063/1.55114. Приступљено 24. 7. 2009.
- M.S. Sozzi (2008a). „Parity”. Discrete Symmetries and CP Violation: From Experiment to Theory. Oxford University Press. стр. 15–87.  978-0-19-929666-8.
- M.S. Sozzi (2008b). „Charge Conjugation”. Discrete Symmetries and CP Violation: From Experiment to Theory. Oxford University Press. стр. 88–120.  978-0-19-929666-8.
- M.S. Sozzi (2008c). „CP-Symmetry”. Discrete Symmetries and CP Violation: From Experiment to Theory. Oxford University Press. стр. 231–275.  978-0-19-929666-8.
- C. Amsler;  . (2008). Particle Data Group. „Review of Particle Physics”. Physics Letters B. 667 (1): 1—1340. Bibcode:2008PhLB..667....1P. doi:10.1016/j.physletb.2008.07.018.
- S.S.M. Wong (1998). „Nucleon Structure”. Introductory Nuclear Physics (2nd изд.). New York (NY): John Wiley & Sons. стр. 21–56.  978-0-471-23973-4.
- W.E. Burcham, M. Jobes (1995). Nuclear and Particle Physics (2nd изд.). Longman Publishing.  978-0-582-45088-2.
- R. Shankar (1994). Principles of Quantum Mechanics (2nd изд.). New York (NY): Plenum Press.  978-0-306-44790-7.
- J. Steinberger (1989). „Experiments with high-energy neutrino beams”. Reviews of Modern Physics. 61 (3): 533—545. Bibcode:1989RvMP...61..533S. doi:10.1103/RevModPhys.61.533.
- K. Gottfried, V.F. Weisskopf (1986). „Hadronic Spectroscopy: G-parity”. Concepts of Particle Physics. 2. Oxford University Press. стр. 303—311.  978-0-19-503393-9.
- J.W. Cronin (1980). „CP Symmetry Violation—The Search for its origin” (PDF). The Nobel Foundation.
- V.L. Fitch (1980). „The Discovery of Charge—Conjugation Parity Asymmetry” (PDF). The Nobel Foundation.
- S.W. Herb; Hom, D.; Lederman, L.; Sens, J.; Snyder, H.; Yoh, J.; Appel, J.; Brown, B.; Brown, C.; Innes, W.; Ueno, K.; Yamanouchi, T.; Ito, A.; Jöstlein, H.; Kaplan, D.; Kephart, R.;  . (1977). „Observation of a Dimuon Resonance at 9.5 Gev in 400-GeV Proton-Nucleus Collisions”. Physical Review Letters. 39 (5): 252—255. Bibcode:1977PhRvL..39..252H. doi:10.1103/PhysRevLett.39.252.
- J.J. Aubert; Becker, U.; Biggs, P.; Burger, J.; Chen, M.; Everhart, G.; Goldhagen, P.; Leong, J.; McCorriston, T.; Rhoades, T.; Rohde, M.; Ting, Samuel; Wu, Sau; Lee, Y.;  . (1974). „Experimental Observation of a Heavy Particle J”. Physical Review Letters. 33 (23): 1404—1406. Bibcode:1974PhRvL..33.1404A. doi:10.1103/PhysRevLett.33.1404.
- J.E. Augustin; Boyarski, A.; Breidenbach, M.; Bulos, F.; Dakin, J.; Feldman, G.; Fischer, G.; Fryberger, D.;  . (1974). „Discovery of a Narrow Resonance in e+e− Annihilation”. Physical Review Letters. 33 (23): 1406—1408. Bibcode:1974PhRvL..33.1406A. doi:10.1103/PhysRevLett.33.1406.
- M. Gell-Mann (1964). „A Schematic of Baryons and Mesons”. Physics Letters. 8 (3): 214—215. Bibcode:1964PhL.....8..214G. doi:10.1016/S0031-9163(64)92001-3.
- Ahmad, Ishfaq (1965). „the Interactions of 200 MeV π± -Mesons with Complex Nuclei Proposal to Study the Interactions of 200 MeV π± -Mesons with Complex Nuclei” (PDF). CERN documents. 3 (5).
- G. Gamow (1988) [1961]. The Great Physicists from Galileo to Einstein (Reprint изд.). Dover Publications. стр. 315. ISBN 978-0-486-25767-9.
- E. Wigner (1937). „On the Consequences of the Symmetry of the Nuclear Hamiltonian on the Spectroscopy of Nuclei”. Physical Review. 51 (2): 106—119. Bibcode:1937PhRv...51..106W. doi:10.1103/PhysRev.51.106.
- H. Yukawa (1935). „On the Interaction of Elementary Particles” (PDF). Proc. Phys. Math. Soc. Jap. 17 (48).
- W. Heisenberg (1932). „Über den Bau der Atomkerne I”. Zeitschrift für Physik (на језику: немачком). 77: 1—11. Bibcode:1932ZPhy...77....1H. doi:10.1007/BF01342433.
- W. Heisenberg (1932). „Über den Bau der Atomkerne II”. Zeitschrift für Physik (на језику: немачком). 78 (3–4): 156—164. Bibcode:1932ZPhy...78..156H. doi:10.1007/BF01337585.
- W. Heisenberg (1932). „Über den Bau der Atomkerne III”. Zeitschrift für Physik (на језику: немачком). 80 (9–10): 587—596. Bibcode:1933ZPhy...80..587H. doi:10.1007/BF01335696.

## Spoljašnje veze
- R. Nave. „Quarks”. HyperPhysics. Georgia State University, Department of Physics and Astronomy. Приступљено 29. 6. 2008.